# Trichomanes vandenboschii
Trichomanes vandenboschii là một loài thực vật có mạch trong họ Hymenophyllaceae. Loài này được P.G. Windisch miêu tả khoa học đầu tiên năm 1988.